# Pelister
Pelister (mazedonisch Пелистер) ist der höchste Berg im Baba-Gebirge. Er befindet sich 15 km westlich von Bitola im Südwesten Nordmazedoniens. Pelister hat eine Höhe von 2601 m. i. J. Die Balkankieferwälder von Pelister zählen zu den bedeutendsten Nordmazedoniens.
1948 ist ein 12.500 Hektar großes Gebiet zum Nationalpark erklärt worden. Der Pelister-Nationalpark stand von 1986 bis 1988 als Kandidat für das UNESCO-Welterbe auf der Vorschlagsliste Nordmazedoniens.